# Bill O’Reilly
William James O'Reilly Jr. (New York, 1949. szeptember 10.) amerikai újságíró, szerző, műsorvezető.
Karrierje a hetvenes-nyolcvanas években kezdődött, amikor helyi televíziócsatornáknál dolgozott, majd a CBS News-nál és az ABC News-nál folytatta. 1989-től 1995-ig az Inside Edition műsorvezetője volt. 1996-ban csatlakozott a Fox News-hoz, és 2017-ig vezette a The O'Reilly Factort. Howard Kurtz elemző a "Fox News legnagyobb sztárjaként" jellemezte O'Reilly-t.  Több könyvet is szerzett, és a The Radio Factor (2002-2009) műsorvezetője volt. Politikai hovatartozását illetően konzervatív.
2017-ben O'Reilly és a Fox News 13 millió dollárt fizettek öt nőnek, mivel szexuális zaklatás vádjával perelték O'Reilly-t. Emiatt ebben az évben ki is rúgták a csatornától. Ezt követően podcastot indított, No Spin News címmel.

## Élete
1949. szeptember 10-én született a manhattani Columbia Presbyterian Hospital kórházban, William James Sr. és Winifred Angela (Drake) O'Reilly gyermekeként. Szülei Brooklynból, illetve Teaneckből származtak. Ír származású. Az O'Reilly család a New Jersey állambeli Fort Lee-ben élt egy kis lakásban, fiuk születése idején. 1951-ben a család Levittownba (New York) költözött. Van egy nővére, Janet.
A St. Brigid School és a Chaminade High School tanulója volt. Apja azt szerette volna, hogy a Chaminade-en tanuljon, de O'Reilly a W. Tresper Clarke High Schoolba szeretett volna járni.
1967-ban érettségizett, ezután a Marist College-en folytatta tanulmányait.
Tanult a Londoni Egyetemen is. 1971-ben diplomázott történelemből. Miamiba költözött, és a Monsignor Pace High Schoolban tanított 1970-től 1972-ig.

## Magánélete
1992-től 2011-ig Maureen E. McPhilmy volt a felesége. 1992-ben ismerkedtek meg, és 1996-ban házasodtak össze. Két gyermekük van: Madeline (1998) és Spencer (2003).
2010. április 2-án külön váltak, majd 2011. szeptember 1-én elváltak.